# Porte du Souvenir

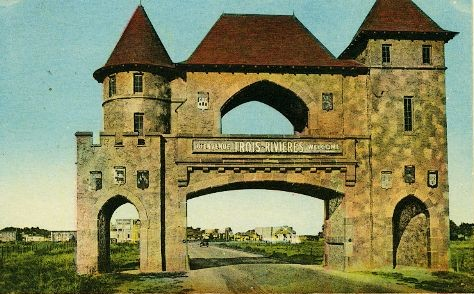
Porte du Souvenir, de Trois-Rivières.

La porte du Souvenir  de Trois-Rivières fut un monument érigé pendant les fêtes du tricentenaire de Trois-Rivières en 1934. Elle a été maçonnée sur le « boulevard Saint-Olivier », l'actuel boulevard Gene-H.-Kruger, dans le cadre de plusieurs manifestations culturelles et inaugurée  le 14 juillet. Ce monument commémoratif, aujourd'hui absent de l'environnement trifluvien car détruit en 1939, se retrouvait géographiquement à l'ouest de la cité de Laviolette.